# Rivière Shenley
Rivière Shenley är ett vattendrag i Kanada.   Det ligger i provinsen Québec, i den sydöstra delen av landet, 400 km öster om huvudstaden Ottawa.
I omgivningarna runt Rivière Shenley växer i huvudsak blandskog. Runt Rivière Shenley är det ganska tätbefolkat, med 129 invånare per kvadratkilometer.